# Слипи-Холлоу (Нью-Йорк)
Слипи-Холлоу (англ. Sleepy Hollow — Сонная Лощина) — деревня в городке Маунт-Плезант, округ Уэстчестер, штат Нью-Йорк.

## География

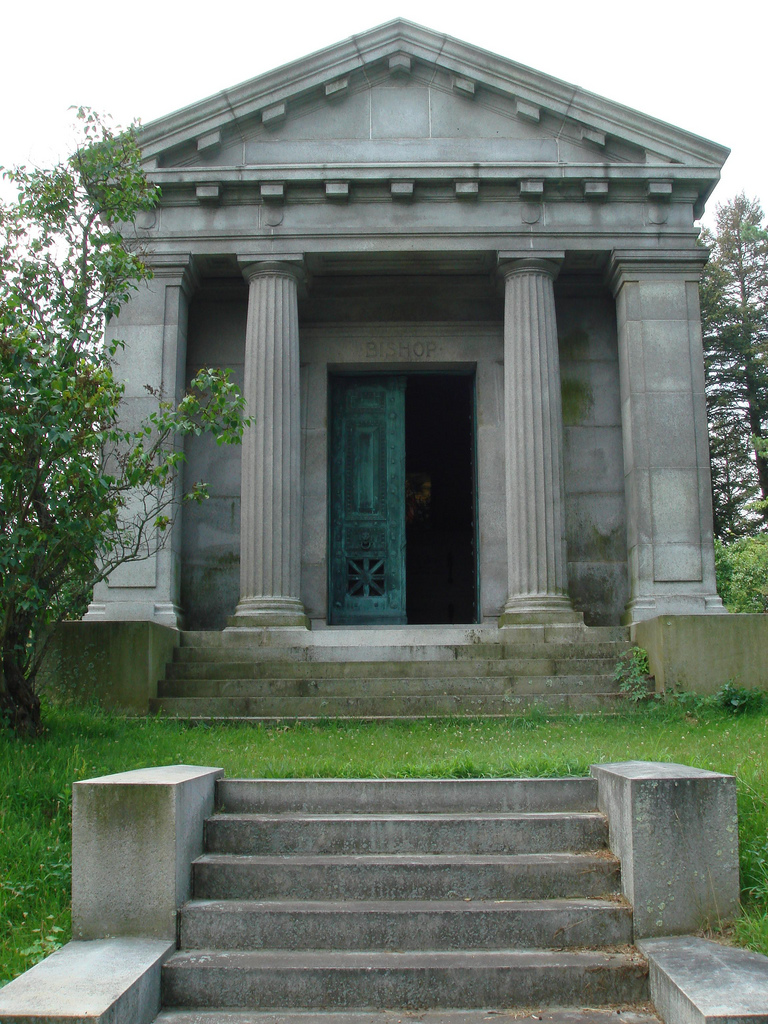
Мавзолей семьи Бишоп

Расположено на восточном берегу Гудзона в 48 километрах к северу от центра Манхэттена. Связано с метрополисом линией Метро-Северный Гудзон (станция Philipse Manor). К югу от поселения лежит Тарритаун, к северу и востоку — инкорпорированные районы Маунт-Плезанта.

## История
В населённом пункте разворачивается действие рассказа Вашингтона Ирвинга «Легенда о Сонной Лощине». Также в этом городке находится семейное кладбище Рокфеллеров.